# قماش هسي
القماش الهَسِّيّ أو الكِرباس أو الخَيْش هو قماش منسوج يصنع عادة من ألياف نبات الجوت أو ألياف السيزال، والتي يمكن دمجها مع ألياف نباتية أخرى لصنع الحبال والشبكات والمنتجات المماثلة. الخيش مشابه له في الملمس والبنية. القماش الهسي متوفر بأنواع مختلفة من الأشكال والأحجام والألوان.

## التسمية
يرجع اسم "الهسي" إلى الاستخدام التاريخي للقماش جزءًا من الزي الرسمي لجنود من لاندغريفية هس السابقة، بما في ذلك ولاية هس الألمانية الحالية، والذين كانوا يُسمون "الهسيون".